# Vs. (Pearl Jam)
Vs. è il secondo album in studio del gruppo musicale statunitense Pearl Jam, pubblicato il 19 ottobre 1993 dalla Epic Records.

## Storia
Il titolo dell'album doveva essere inizialmente Pearl Jam al quale venne poi preferito prima Five Against One (o anche 5 Vs 1), tratto da un verso della canzone "Animal", e poi, infine, Vs. poco prima della pubblicazione (le prime copie dell'album furono stampate senza titolo). Stone Gossard disse poi che il titolo “rappresentava le molte lotte che si affrontano nel tentativo di fare un disco. La propria indipendenza, la propria anima, contro quella degli altri. In questo gruppo, e credo nel rock in generale, l’arte del compromesso è importante quasi quanto l’arte dell’espressione individuale. Puoi avere cinque grandi artisti nella band, ma se non riescono a scendere a compromessi e a lavorare insieme, non hai una grande band”.
I primi testi vennero scritti durante il tour di Ten.
Per la registrazione dell'album il gruppo alloggiò in una casa con annesso studio sulle colline di San Francisco; presto Vedder divenne insofferente al posto e si allontanò spesso per giorni per rifugiarsi col suo furgone fra i boschi a comporre i nuovi brani. Inoltre, sempre Vedder, a differenza degli altri membri, non prese posto dentro la casa ma si accampò all'interno di una piccola sauna nel retro della casa; Jeff Ament ricorda che spesso Vedder se ne andava anche per una giornata intera con il suo furgone per raggiungere l'oceano dove scriveva canzoni.
Alla registrazione dell'album prese parte il nuovo batterista Dave Abbruzzese che era subentrato a Dave Krusen.
Nonostante le notevoli vendite, i Pearl Jam decisero di non sfruttare la spinta mediatica di MTV, non producendo alcun videoclip (decisione mantenuta sino a Yield).
Alla pubblicazione dell'album seguì quella di quattro singoli: “Go”, “Animal”, “Daughter” e “Dissident”. Per il successivo tour promozionale boicottarono Ticketmaster, il gestore della vendita dei biglietti accusato dal gruppo di addebitare cifre troppo care per i costi di servizio.
Poco dopo la pubblicazione dell'album la rivista Time pubblicò in copertina una foto di Vedder il quale aveva negato sia un'intervista che il consenso alla pubblicazione della foto che lo ritraeva con la scritta “All the Rage” e la didascalia “Giovani rocker arrabbiati come i Pearl Jam danno voce alle passioni e alle paure di una generazione”.

## Accoglienza
Nella prima settimana dopo la pubblicazione l'album vendette quasi un milione di copie.

## Descrizione
Questo è considerato uno degli album più introspettivi dei Pearl Jam, ritroviamo insicurezze e rimorsi sul passato in Dissident e Indifference, la prima molto più veloce della seconda; la stranissima W.M.A., un pezzo contro gli abusi di potere della polizia che ha al suo interno l'uso di percussioni tribali. Non mancano poi dei pezzi quasi punk come Go, Animal e Blood.

## Formati speciali
- In formato cd esiste una versione limitata statunitense con numero di catalogo Epic ZK 53136 con confezione in digipak.
- In formato cassetta la prima versione statunitense è andata in stampa con il titolo "Five Against One" al posto di "Vs".
- La versione vinile ha una copertina diversa.

## Tracce
Testi di Eddie Vedder, musiche di Eddie Vedder, Mike McCready, Stone Gossard, Jeff Ament e Dave Abbruzzese.
1. Go – 3:12
2. Animal – 2:49
3. Daughter – 3:55
4. Glorified G – 3:26
5. Dissident – 3:35
6. W.M.A. – 5:59
7. Blood – 2:50
8. Rearviewmirror – 4:44
9. Rats – 4:15
10. Elderly Woman Behind the Counter in a Small Town – 3:15
11. Leash – 3:09
12. Indifference – 5:02

Durata totale: 46:11

### Tracce bonus tratte dalla ristampa del 2011
Testi di Eddie Vedder, musiche di Eddie Vedder, Mike McCready, Stone Gossard, Jeff Ament e Dave Abbruzzese, eccetto dove indicato.
1. Hold On (Acoustic Demo) – 4:40
2. Cready Stomp – 3:23
3. Crazy Mary – 5:39 (Victoria Williams)

## Formazione
- Eddie Vedder - voce, chitarra
- Jeff Ament - basso
- Stone Gossard - chitarra
- Mike McCready - chitarra
- Dave Abbruzzese - batteria